# Cycloheptanol
Cycloheptanol ist eine chemische Verbindung aus der Gruppe der Cycloalkanole.

## Gewinnung und Darstellung
Cycloheptanol kann durch Ringerweiterung unter Nutzung der Demjanow-Umlagerung aus Aminomethylcyclohexan gewonnen werden. Ebenfalls möglich ist die Darstellung durch Reduktion von Cycloheptanon mit Wasserstoff.

## Eigenschaften
Cycloheptanol ist eine farblose ölige entzündbare Flüssigkeit, die praktisch unlöslich in Wasser ist.

## Sicherheitshinweise
Die Dämpfe von Cycloheptanol können mit Luft ein explosionsfähiges Gemisch (Flammpunkt 60 °C) bilden.